# إيفان كاراتشيتش
إيفان كاراتشيتش مواليد 26 مايو 1985 في موستار، البوسنة والهرسك، جمهورية يوغوسلافيا الاشتراكية الاتحادية، هو لاعب كرة يد بوسني يلعب كوسط مدافع. مثل منتخب البوسنة والهرسك لكرة اليد.

## سجل المنافسة
شارك في البطولات التالية:
- بطولة العالم لكرة اليد للرجال 2015

## روابط خارجية
- إيفان كاراتشيتش على موقع الاتحاد الأوروبي لكرة اليد (الإنجليزية)